# テイジイエル
株式会社テイジイエル（英: TECHNICAL GROUP LABORATORY, INC.）は、日本の情報システム関連企業・システムインテグレーター。

## 概要
本社を大阪府大阪市中央区（大阪ビジネスパーク）に置き、東京、名古屋、京都、神戸に支社を展開している。テイジイエル=TGLとは、TECHNICAL GROUP LABORATORYの頭文字に由来する。
1984年設立。1992年、業務用パッケージソフトウェア及びパーソナルコンピュータ用ゲームソフトウェアの企画・開発・販売を開始した。
制御（組込）系・ネットワーク（WEB）系・業務系の分野におけるシステム開発を中心として、大手メーカー企業、ユーザー企業、通信、官公庁など幅広い業種のクライアントに対して、独立系のシステムインテグレーターとしてサービスを提供している。
主な事業は「コンピュータシステム / プログラムの企画、設計、開発、販売、受託」「通信システムによる情報処理事業」「情報制御システム、機器開発、製作、施工、販売、保守管理」「ITに関するコンサルティング」「各種システムの運用、保守」「ネットワーク・インフラの構築」 である。
マルチメディア事業（ゲームソフトウェアの企画・開発・販売）は2003年に子会社「株式会社テイジイエル企画」に移管しており、テイジイエルでは行っていない。2016年4月、株式会社テイジイエル企画は株式会社エンターグラムに商号変更した。
2005年、子会社「株式会社テイジイエル販売」を設立。その後2021年6月29日に法人格が消滅した。
テイジイエルの開発実績としては以下の事例があげられる。
- 制御系（組込系） - 半導体製造装置、複合機（複写機、プリンタ、イメージスキャナ）
- Web系（モバイル系） - 求人情報マッチングサイト構築、求荷求車情報システム、モバイルサイト作成CMS構築
- 業務系 - メーカー向けコスト実績集計システム、写真店向けセレクトシステム、薬粧向け顧客カルテシステム